# Габашвили, Константин Владимирович
Константи́н Влади́мирович Габашви́ли (груз. კონსტანტინე ვლადიმერის ძე გაბაშვილი; род. 26 сентября 1948 года, Тбилиси, Грузинская ССР) — грузинский государственный и политический деятель, дипломат, министр образования Грузии с 1992 по 1993 год, мэр Тбилиси с 21 января по 16 октября 1993 года, в разное время был чрезвычайным и полномочным послом Грузии в Германии, в Польше, в Италии, Мальте и Сан-Марино.

## Биография
Родился 26 сентября 1948 года в Тбилиси.
Получил образование в Тбилисском государственном университете в 1971 году, где окончил факультет востоковедения, в дальнейшем с 1971 года работал на филологическом факультете ТГУ, где работал младшим, затем старшим научным сотрудником, старшим преподавателем, в 1975 году защитил кандидатскую диссертацию.
С 1989 по 1991 год занимал должность заместителя министра образования Грузии, с 1992 по 1993 год был министром образования Грузии. На парламентских выборах 1992 года избран членом парламента.
С 21 января по 16 октября 1993 года занимал должность мэра Тбилиси. С 1993 по 2004 год являлся чрезвычайным и полномочным послом в Германии, одновременно с 2001 по 2004 год был чрезвычайным и полномочным послом Грузии в Польше. На парламентских выборах 2004 года вновь избран членом парламента, с 2008 по 2012 год был чрезвычайным и полномочным послом Грузии в Италии, Мальте и Сан-Марино.